# Roccacinquemiglia
Roccacinquemiglia è una frazione italiana del comune di Castel di Sangro (AQ), in Abruzzo.

## Geografia fisica

### Territorio
Il paese dell'alto Sangro è ubicato tra i 1.040 e i 1.050 m s.l.m. alle pendici del monte Calvario. A nord si trovano le località limitrofe del parco nazionale della Maiella. A ovest invece, oltre l'altopiano delle Cinquemiglia, si trova l'area protetta del parco nazionale d'Abruzzo, Lazio e Molise da dove, nei pressi di Pescasseroli, nasce il fiume Sangro che come il torrente Resine attraversa il territorio posto al confine dell'Abruzzo con il Molise.

## Storia

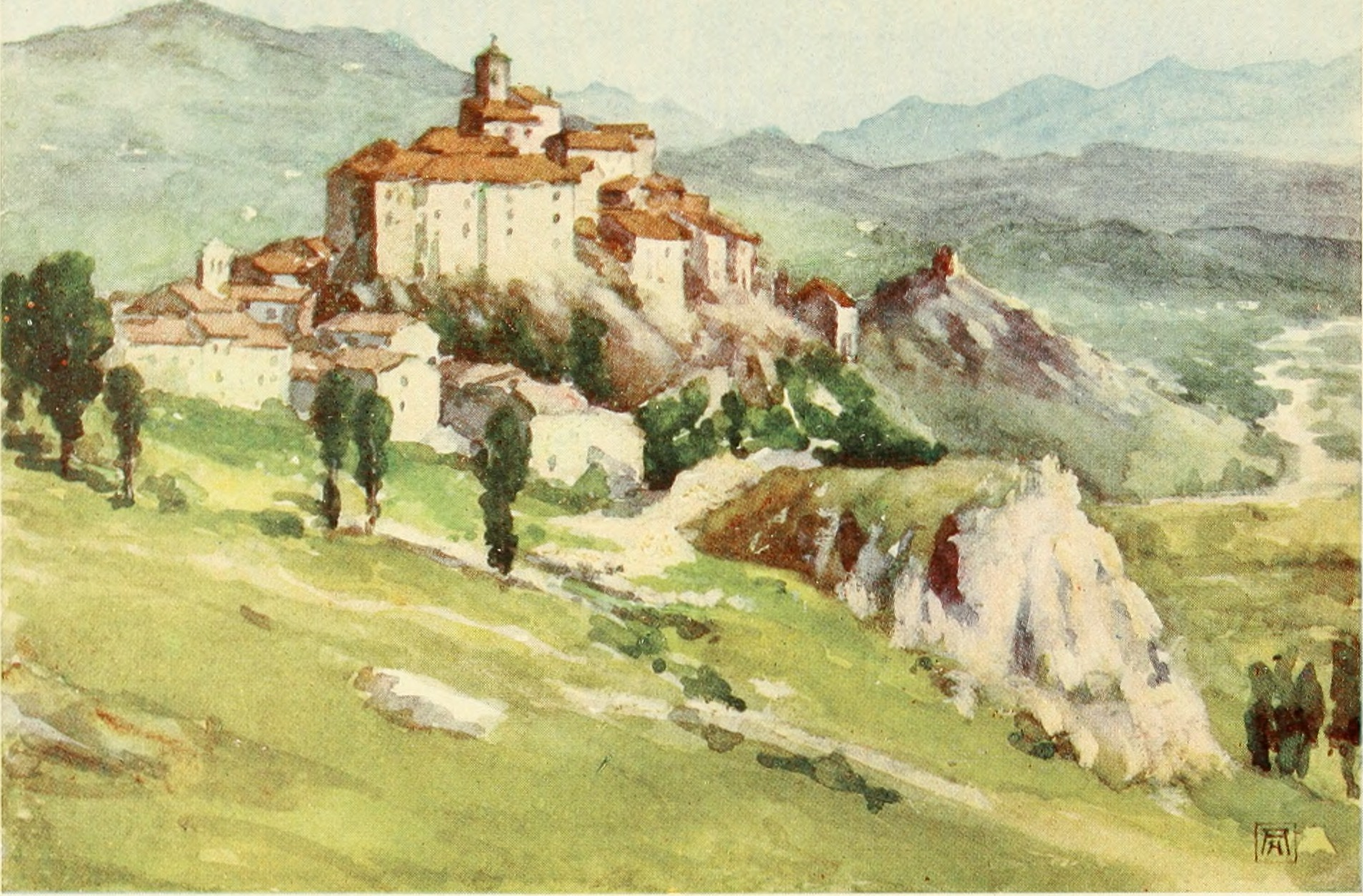
Acquerello di Amy Atkinson raffigurante il paese all'inizio del Novecento

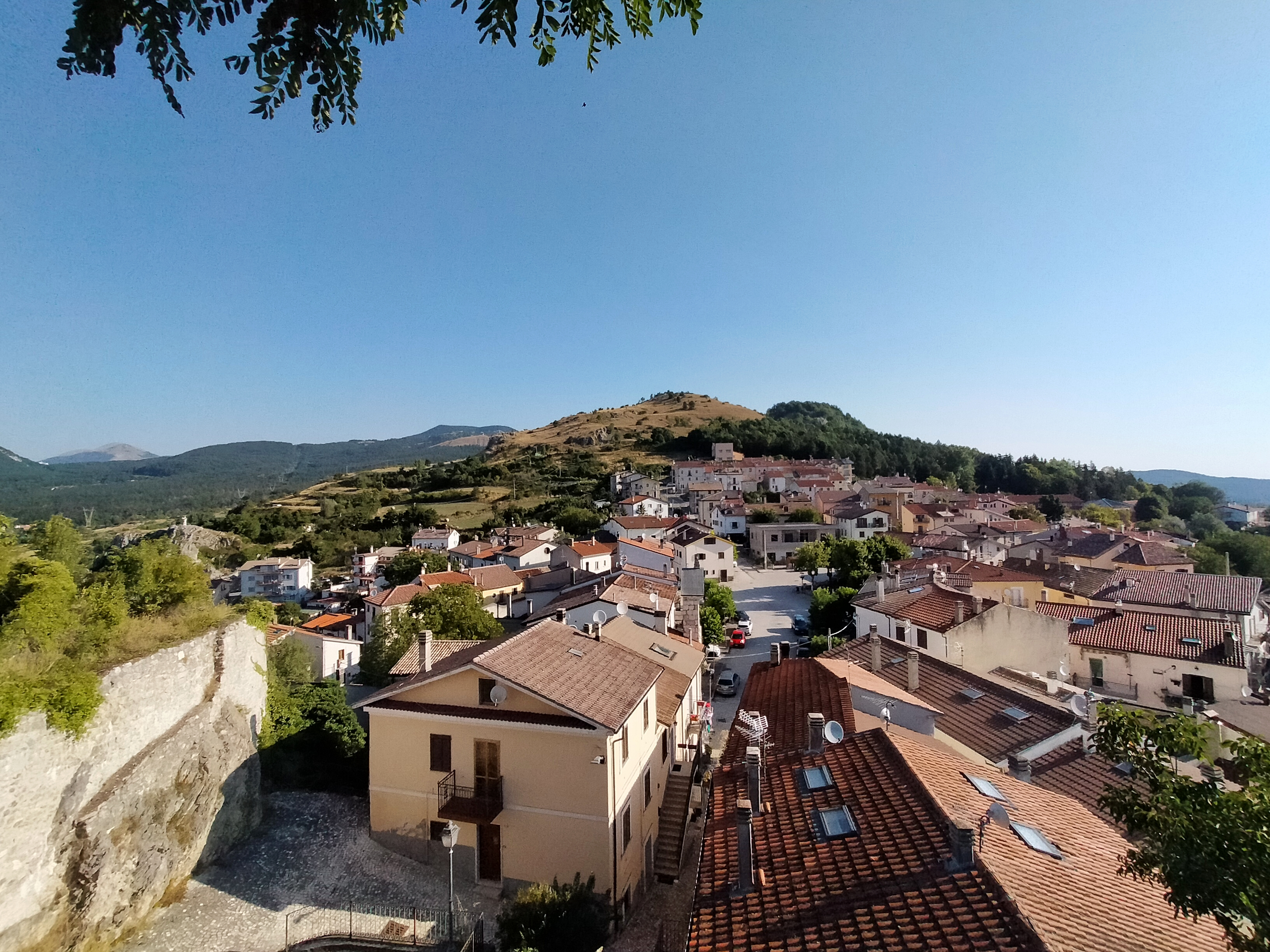
Veduta del paese dal nucleo abitato antico

I resti di mura megalitiche e le tracce di carattere archeologico sono la testimonianza della frequentazione umana di questi luoghi già dal periodo preistorico e in epoca preromana e romana. Un centro fortificato di origine sannitica era collocato sull'altura denominata Selva del Monaco, nel territorio controllato dal municipium di Aufidena.
Durante il Medioevo, nel corso dell'VIII secolo, venne edificata la chiesa di Santa Maria in Cinquemillis (o Santa Maria di Quinquemilla). Fondata e tenuta fino al 703 da Gisulfo I di Benevento, fu sottoposta al controllo dei monaci benedettini dell'abbazia di San Vincenzo al Volturno che vi affiancarono un cenobio; successivamente dal 1299, con disposizione di Papa Bonifacio VIII, a quello del vescovo valvense e, dal 1421, fu inclusa tra le pertinenze della chiesa arcipretale di Santa Maria Assunta in Cielo di Castel di Sangro. Non distanti erano collocati i casali di Scodanibbio e Poggio di Cinquemiglia edificati intorno a diversi romitori e chiese rurali che puntellavano i percorsi tratturali che presumibilmente dalla Marsica e dalla valle Peligna si ricongiungevano alla via Minucia (localmente nota anche come via Numicia), antica strada interconnessa alle principali vie della transumanza verso il Tavoliere delle Puglie e il Regno di Napoli come i tratturi Pescasseroli-Candela e Lucera-Castel di Sangro. 
Il terremoto dell'Italia centro-meridionale del 1456 causò gravi danni al patrimonio architettonico del paese. Tra il XVI e il XVII secolo i Marchesani esercitarono la loro signoria anche in questo territorio; altre famiglie feudatarie furono i Ciarelli e i D'Alessandro.
Nel periodo prenapoleonico il paese esercitò l'autonomia amministrativa attraverso l'universitas che era geograficamente contigua a Castrum Sari (Castel di Sangro), al castello di Schienaforte e ai casali viciniori di San Martino di Camarda e Cantalupo (San Pietro Avellana). In seguito all'abolizione dei feudi fu incluso nel comune di Castel di Sangro, in seno al distretto sulmonese dell'Abruzzo Ulteriore Secondo.
Prima e dopo l'Unità d'Italia l'area fu interessata dal fenomeno del brigantaggio che imperversò fino alla presa di Roma.
Nel corso dell'Ottocento e nei primi anni del Novecento l'entroterra abruzzese e anche l'alto Sangro fu visitato da alcuni viaggiatori inglesi del Grand Tour come Richard Colt Hoare, Keppel Richard Craven, Edward Lear e Anne McDonnell insieme alla pittrice americana Amy Atkinson.
Nel novembre del 1943, nel corso della lunga e sanguinosa battaglia del Sangro, il nucleo abitato originario fu quasi del tutto distrutto dai nazisti che, asserragliati lungo la linea Gustav, misero in atto la cosiddetta strategia della terra bruciata; gravi danni furono causati anche dai bombardamenti aerei degli Alleati. Nel bosco dei Limmari, nei pressi del vicino paese di Pietransieri, avvenne l'efferato eccidio del 21 novembre 1943 che causò la morte di 128 persone.
Roccacinquemiglia fu particolarmente colpita dal fenomeno dell'emigrazione, soprattutto verso gli Stati Uniti d'America e l'Australia, e dal terremoto dell'Italia centro-meridionale del 1984 che causò danni non irreparabili.

## Monumenti e luoghi d'interesse

### Architetture religiose

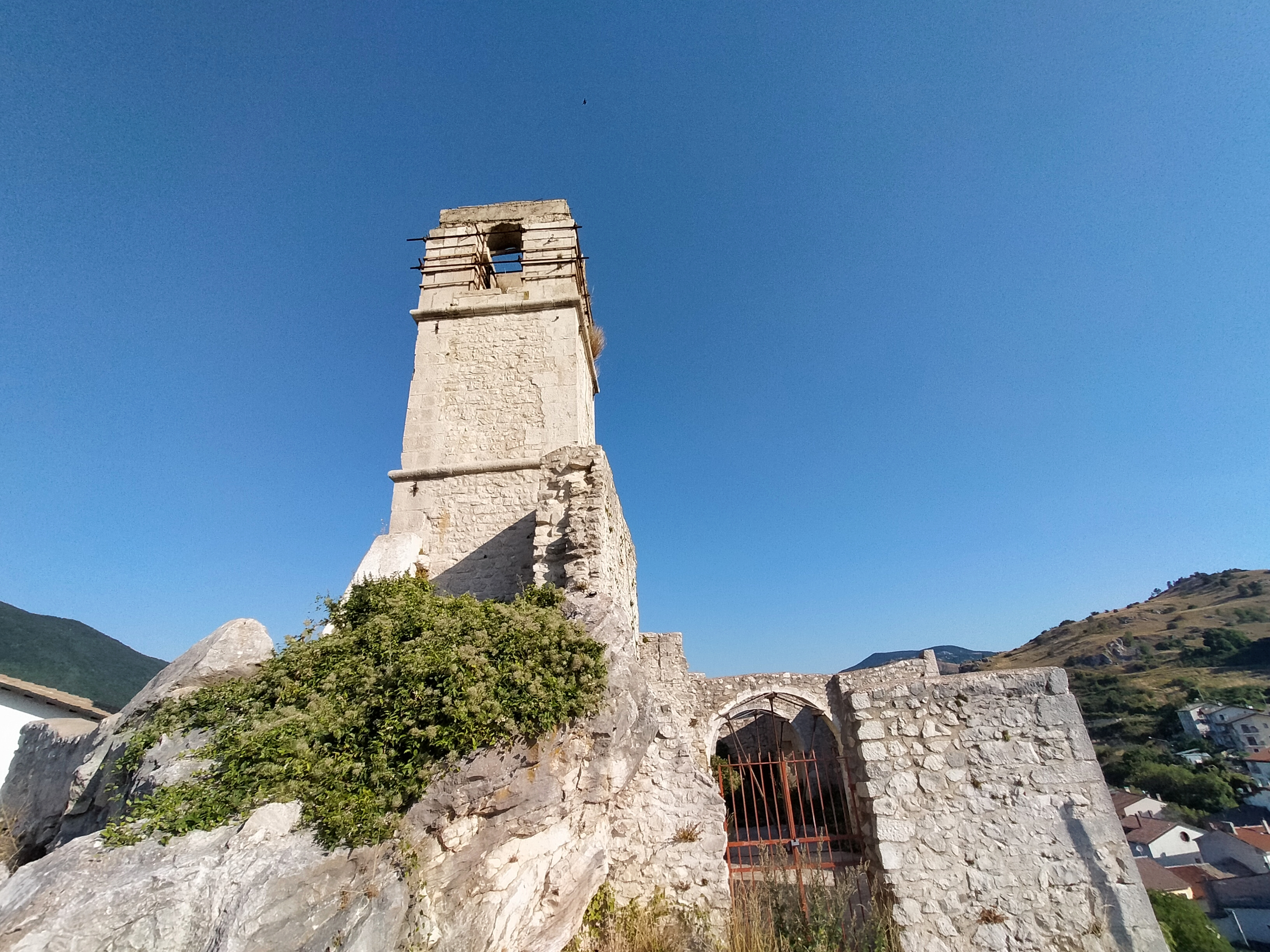
La diruta chiesa di San Giovanni Battista

- Resti della chiesa quattrocentesca di San Giovanni Battista fu distrutta durante la seconda guerra mondiale. La torre campanaria, quasi integra, domina la parte antica del paese.
- Chiesa di San Rocco, è collocata nella piazza principale del nucleo abitato. È una parrocchia della diocesi di Sulmona-Valva; fino al 1977, unitamente alle chiese dei territori comunali di Castel di Sangro ed Alfedena, ha fatto parte della diocesi di Trivento.
- Chiesa antica della Madonna dell'Eremita, situata in località Scodanibbio. Secondo lo studioso mons. Giuseppe Celidonio, il luogo di culto nel periodo della dominazione normanna del XII secolo, fu donato da Guglielmo "il Buono" alla pertinenza della chiesa di Santa Maria di Cinquemiglia in suffragio al padre Guglielmo "il Malo". L'atto, in seguito, sarebbe stato confermato dai conti Di Sangro; successivamente ricadde nella giurisdizione del vescovo di Sulmona-Valva[5].
- Cappella della Madonna in località Pontone.
- Ruderi del monastero e della chiesa medievale di Santa Maria di Cinquemiglia[6].

### Monumenti
- Monumento ai caduti della seconda guerra mondiale, collocato nei giardini di piazza Umberto I[14].
- Statua del Cristo Redentore sul monte Calvario[13].

### Siti archeologici
Mura megalitiche poligonali, collocate in località Selva del Monaco fino a 1.164 m s.l.m. A cavallo tra l'Ottocento e il Novecento l'antropologo Antonio De Nino e l'archeologo Lucio Mariani avviarono esplorazioni e campagne di scavo nel territorio altosangrino, dove sono tornate alla luce le tracce di necropoli e di antichi insediamenti italici collocati perlopiù in posizione decentrata e di altura rispetto all'abitato contemporaneo.

### Aree naturali
- Località La vedetta
- Selva del Monaco
- Bosco secolare di Scodanibbio
- Parco del Poggio, in località Pontone
- Altipiani maggiori d'Abruzzo
- Sangro[6]

## Società

### Tradizioni e folclore
Annualmente nel mese di agosto si celebra la festa patronale in onore del patrono san Rocco.

## Infrastrutture e trasporti

### Strade
La strada statale 17 dell'Appennino Abruzzese ed Appulo-Sannitico collega il territorio con Roccaraso e Rivisondoli e attraverso la strada statale 84 Frentana a Pietransieri (via strada provinciale 84) e Pescocostanzo (via strada provinciale 55). La strada statale 83 Marsicana collega le località dell'alto Sangro a quelle del parco nazionale d'Abruzzo, Lazio e Molise.